# Presentism (tidsfilosofi)
Presentism inom tidsfilosofi är tron att bara nutiden existerar, och att framtiden och det förgångna är overkligt. Entiteter som inte hör till nutiden konstrueras som logiska konstruktioner eller fiktiva enheter. Presentismen såsom begrepp innebär att bara ’nuet’ existerar, eller med andra ord, att bara omedelbara händelser, objekt eller fakta förekommer i detta ’nuets’ absoluta ögonblick, där det förflutna inte har existerat och att det, i detta absoluta ögonblick, ej heller föreligger några existerande fakta om framtida händelser, objekt eller fakta. Som exempel menar presentismen att du själv existerar i detta ’nu’, men vare sig den historiska filosofen Sokrates eller ditt ofödda barn existerar. 
Motsatsen till presentism är eternalism, vilket är tron att saker i det förgångna och saker som ännu inte hänt existerar för alltid. En annan teori är teorin att det förgångna och nutiden existerar, men att framtiden är icke-existerande. Presentism är kompatibelt med galileisk relativitet, i vilken tiden är oberoende av rummet, men är förmodligen inkompatibel med den lorentziska-einsteinska relativiteten.